# Giovanni Andrea Mercurio
Giovanni Andrea Mercurio (Messina, 1518 – Roma, 2 febbraio 1561) è stato un cardinale e arcivescovo cattolico italiano.

## Biografia
Nacque a Messina da una famiglia di umili origini.
Papa Giulio III lo elevò al rango di cardinale nel concistoro del 20 novembre 1551.
Fu archimandrita del Santissimo Salvatore e signore feudale della Terra di Savoca.
Morì il 2 febbraio 1561.

## Genealogia episcopale
La genealogia episcopale è:
- Vescovo Berardo Bongiovanni
- Cardinale Giovanni Andrea Mercurio